# New Liberty
New Liberty és una població dels Estats Units a l'estat d'Iowa. Segons el cens del 2000 tenia 121 habitants.

## Demografia
Segons el cens del 2000, New Liberty tenia 121 habitants, 45 habitatges, i 35 famílies. La densitat de població era de 519,1 habitants/km².
Dels 45 habitatges en un 42,2% hi vivien nens de menys de 18 anys, en un 57,8% hi vivien parelles casades, en un 8,9% dones solteres, i en un 22,2% no eren unitats familiars. En el 20% dels habitatges hi vivien persones soles el 13,3% de les quals corresponia a persones de 65 anys o més que vivien soles. El nombre mitjà de persones vivint en cada habitatge era de 2,69 i el nombre mitjà de persones que vivien en cada família era de 2,86.
Per edats la població es repartia de la següent manera: un 30,6% tenia menys de 18 anys, un 5,8% entre 18 i 24, un 25,6% entre 25 i 44, un 23,1% de 45 a 60 i un 14,9% 65 anys o més.
L'edat mediana era de 37 anys. Per cada 100 dones de 18 o més anys hi havia 121,1 homes.
La renda mediana per habitatge era de 50.625 $ i la renda mediana per família de 55.000 $. Els homes tenien una renda mediana de 30.250 $ mentre que les dones 20.833 $. La renda per capita de la població era de 18.195 $. Entorn del 14,3% de les famílies i el 19,5% de la població estaven per davall del llindar de pobresa.

## Poblacions més properes
El següent diagrama mostra les poblacions més properes.